# 6091 Міцуру
6091 Міцуру (6091 Mitsuru) — астероїд головного поясу, відкритий 28 лютого 1990 року.
Тіссеранів параметр щодо Юпітера — 3,612.